# Newtown Castle

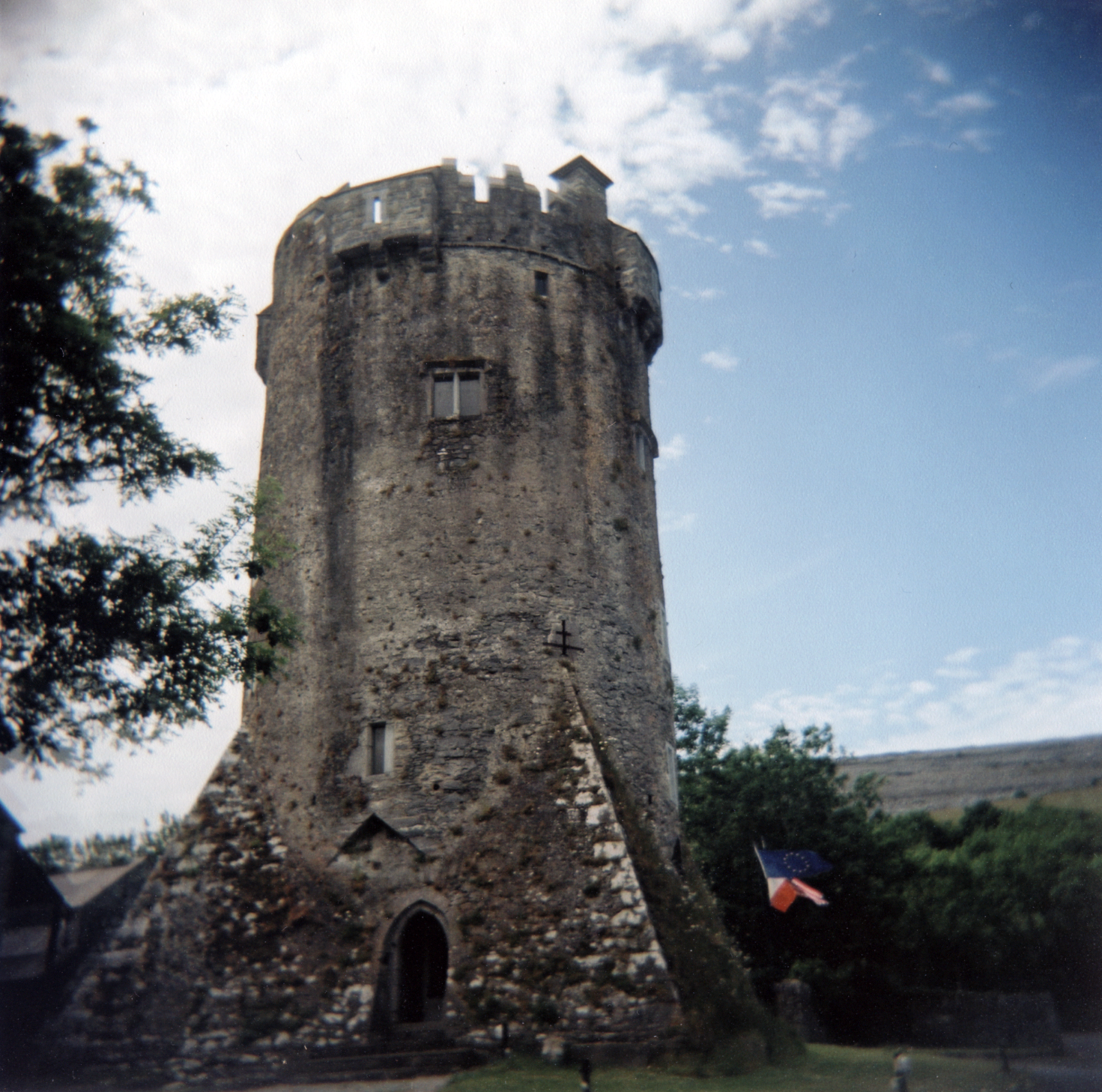
Vor der Restaurierung

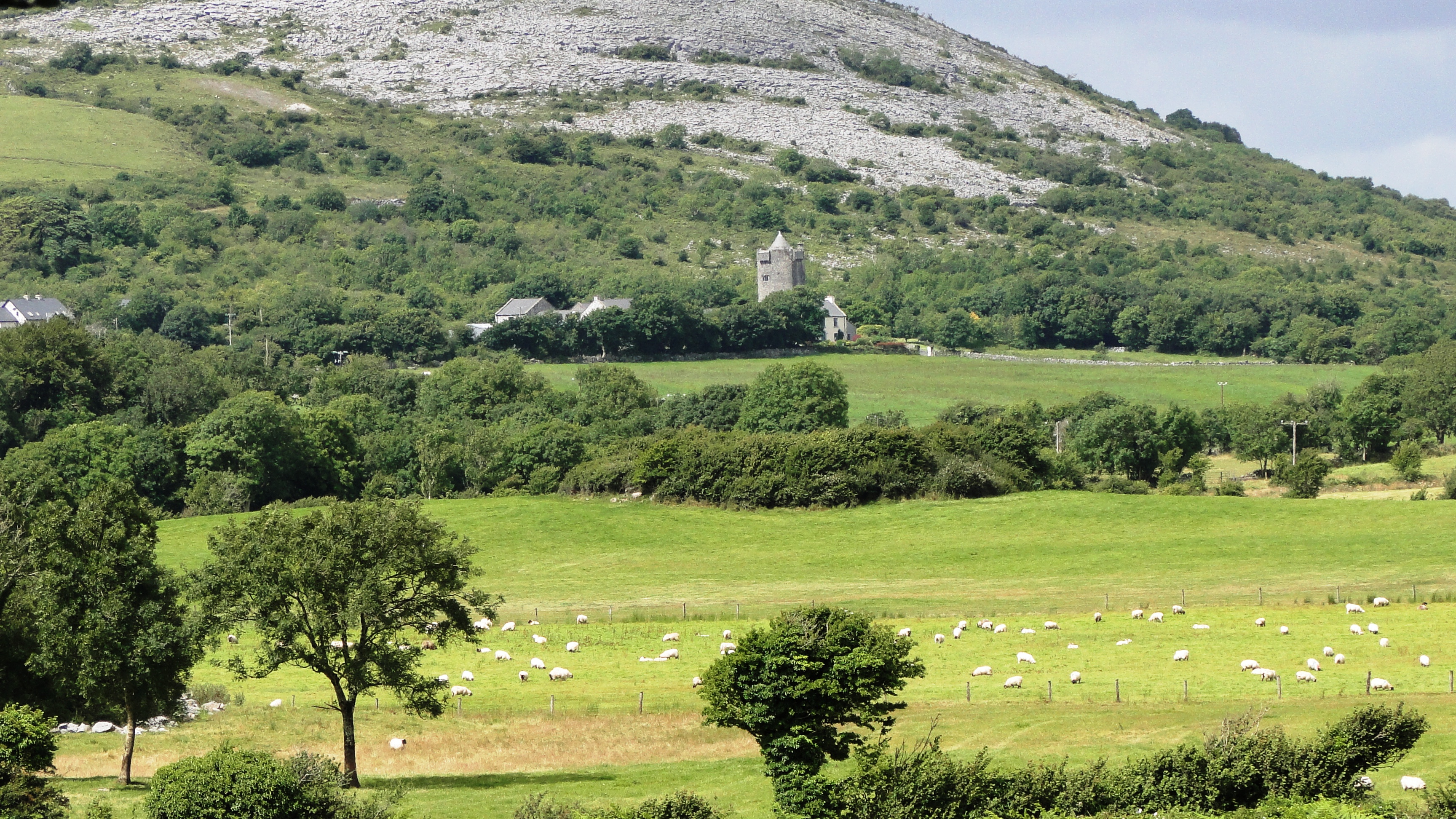
Das Tower House im restaurierten Zustand am Fuß eines Burrenhügels

Das Newtown Castle (irisch Caisleán an Bhaile Nua) liegt am Nordrand des Burren, südwestlich von Ballyvaughan, im County Clare in Irland. Es ist ein ursprünglich vom Clan der O’Briens erbaute eindrucksvolle Turmburg bzw. Tower House aus dem 16. Jahrhundert. Er ging schon bald in den Besitz der O'Loghlens (auch O’Loughlin) über, der mächtigsten irischen Familie in dieser Gegend. Sie wurden die Prinzen des Burren genannt.

## Außenarchitektur
Newtown Castle war ein auf Verteidigung angelegter Rundturm. Die verstärkten Wände sind vorspringend als Stützen ausgelegt und erweitern die Basis zu einer quadratischen Pyramide. Die Öffnungen in den unteren Stockwerken und der Rundgang am Dach, mit seinen Vorsprüngen, dienten der Verteidigung. Diese in den meisten Fällen jedoch rechteckige Bauweise führt zur vertikalen Anordnung der Räume, die zu der Bezeichnung (normannisches) Turmhaus führte.

## Baubeschreibung

### Erdgeschoss
Der Raum im Erdgeschoss war aufgrund der vier Meter dicken Wände eine kühle Vorratskammer. Das Erdgeschoss und der zweite Stock besitzen gewölbte Flechtwerkdecken, eine in Irland seit dem 5. Jahrhundert angewendete Technik. Dabei werden Haselruten zu einem gigantischen Korb geflochten, der umgestülpt, mit Holzstreben verstärkt und mit Mörtel bedeckt wird. Mit Tierblut gemischt ergaben diese Bestandteile eine Art Beton, auf dem die Steine des Fußbodens verlegt wurden.

### 1. Stock
Hier befinden sich vier schmale steinumfasste Fenster und Schießscharten in alle Richtungen. Die Decke und der rechteckige Kalkstein über dem offenen Kamin wurden wiederhergestellt.

### 2. Stock: Skriptorium
Das heute Scriptorium genannte Stockwerk besitzt das zweite der erwähnten Flechtwerk-Gewölbe, außerdem drei Schießscharten und eine Tür, die es ermöglichte, die Burg über eine 10 m lange Leiter (oder ein Seil) zu verlassen.
Der Burren besitzt eine lange Tradition an höheren Bildungsstätten. In der Nähe sind die Ruinen des Duns Cahermacnaghten, einer mittelalterlichen Gesetzesschule des O’Davoren Clans (von ca. 1500 n. Chr.), und bei Finavarra war die Bardenschule des O'Dàlaigh (O’Daly) Clans, der sich auf einen mythischen Hochkönig (Niall of the Nine Hostages) und eine uralte und kontinuierliche bardische Tradition beruft. Der berühmteste unter ihnen war Donnchadh Mór Ó Dálaigh.
In Würdigung dieser Tradition besitzt das Scriptorium Kopien aus dem berühmten Dokument „Egerton 88“, einem Nachschlagewerk alter irischer Gesetze (Brehon Laws), das von den O’Davoren´s im 16. Jahrhundert zusammengestellt wurde und dessen Original sich im Britischen Museum befindet. Im Zusammenhang mit dem Burren College of Art, einer Kunsthochschule, die ihr Domizil am Turm hat, befindet sich im Scriptorium außerdem eine aus limitierter Auflage stammende hochwertige Kopie des Book of Kells, des besten erhaltenen Beispiels keltischer illustrierter Manuskript-Tradition.

### 3. Stock: Große Halle
Sie befindet sich mit dem eleganten Balkon im dritten Stockwerk. Die Halle war Symbol für den Status des O’Loghlen-Clans und beeindruckt durch die Aussicht auf die Galway-Bucht und den Burren, die sich aus den in die vier Himmelsrichtungen weisenden Fenstern bietet.

## Geschichte
Ursprünglich wurde Newtown Castle im 16. Jahrhundert vom O’Brian Clan gebaut. In den „Forfeitures and Distribution“-Büchern von 1641 wird Donogh O’Brian als Eigentümer geführt. Der Ordnance Survey von 1839 nennt dann Charles O’Loghlen als Besitzer/Bewohner und beschreibt den Turm als „in gutem Zustand“. Am Ende des 19. Jahrhunderts lebte Peter O’Loghlen dort.

## Heutige Nutzung
Im Jahr 1994 renoviert, wird der Turm seitdem vom Burren College of Art genutzt. Newtown Castle stellt eine Verbindung zur alten gälischen Gesellschaft dar, die in Bezug auf Politik, Gesetze, Kultur und geistliche Angelegenheiten hoch entwickelt war.